# Serre-Vermutung
Die Serre-Vermutung ist ein mathematischer Satz über Galois-Darstellungen und  Modulformen, der im Jahr 2006 von Chandrashekhar Khare, Jean-Pierre Wintenberger und Mark Kisin bewiesen wurde. Die Serre-Vermutung impliziert den Modularitätssatz und damit auch den  großen Satz von Fermat. Die Serre-Vermutung geht auf eine Vermutung von Jean-Pierre Serre zurück.
Unabhängig von Khare und Wintenberger bewies auch Luis Dieulefait 2004 Spezialfälle der Serre-Vermutung, die für den Beweis des großen Satzes von Fermat ausreichen.

## Formulierung
Die Vermutung betrifft Darstellungen (Galois-Darstellungen) der absoluten Galoisgruppe {\displaystyle G_{\mathbb {Q} }} der  rationalen Zahlen {\displaystyle \mathbb {Q} }. Die absolute Galoisgruppe enthält alle Galoisgruppen von Automorphismen von algebraischen Zahlkörpern, die als endliche galoissche Erweiterungen des Körpers der rationalen Zahlen gegeben sind.
Sei {\displaystyle \rho } eine absolut irreduzible, stetige und ungerade zweidimensionale Darstellung von {\displaystyle G_{\mathbb {Q} }} über einem endlichen Körper
{\displaystyle F=\mathbb {F} _{l^{r}}}
der Charakteristik {\displaystyle l},
{\displaystyle \rho :G_{\mathbb {Q} }\rightarrow GL_{2}(F).\ }
Nach der Vermutung von Serre wird jede solche Darstellung durch eine Darstellung im Raum der Spitzenformen zur Kongruenzuntergruppe {\displaystyle \Gamma _{0}(N)} der Stufe {\displaystyle N=N(\rho )}, Gewicht {\displaystyle k=k(\rho )}, und Nebentypus
{\displaystyle \chi :\mathbb {Z} /N\mathbb {Z} \rightarrow F^{*}\ }
festgelegt, wobei Modulformen in Charakteristik {\displaystyle l} mit Koeffizienten der Fourierentwicklung in {\displaystyle F} betrachtet werden. Die Wirkung der absoluten Galoisgruppe in dieser Darstellung wird durch die Hecke-Operatoren beschrieben, linearen Abbildungen im Raum der Spitzenformen dieses Typs. Es gibt eine normierte Hecke-Eigenform, sie ist simultane Eigenfunktion aller Heckeoperatoren, mit der Fourierentwicklung
{\displaystyle f=q+a_{2}q^{2}+a_{3}q^{3}+\cdots \ }
Spezielle Elemente der absoluten Galoisgruppe {\displaystyle G_{\mathbb {Q} }}, die Frobeniuselemente {\displaystyle \operatorname {Frob} _{p}} zur Primzahl p, beinhalten wesentliche Informationen zur Arithmetik der Zahlkörper. Nach der Vermutung von Serre gilt weiter für alle Primzahlen {\displaystyle p}, teilerfremd zu {\displaystyle N\,l}:
{\displaystyle \operatorname {Trace} (\rho (\operatorname {Frob} _{p}))=a_{p}\ }
und
{\displaystyle \det(\rho (\operatorname {Frob} _{p}))=p^{k-1}\chi (p).\ }
Das heißt, Spur und Determinante – und damit im Wesentlichen die Wirkung der Frobeniusabbildung in der betrachteten Darstellung – werden durch die Hecke-Eigenform festgelegt. Serre vermutete sogar (und zeigte dies explizit an Beispielen), dass sich die Parameter der Darstellung  {\displaystyle \rho } (Stufe, Gewicht, Nebentypus) explizit berechnen lassen (starke Serre-Vermutung).
Es war bereits sehr lange durch tiefe Sätze von Gorō Shimura, Pierre Deligne, Barry Mazur und Robert Langlands bekannt, dass man jeder Hecke-Eigenform {\displaystyle f\in S_{k}(N,\chi )} eine Darstellung (wie oben gefordert) zuordnen kann. Die Serre-Vermutung behauptet die Umkehrung: Jede irreduzible, stetige und ungerade Darstellung stammt von einer Modulform.